# Stoftnebulosor

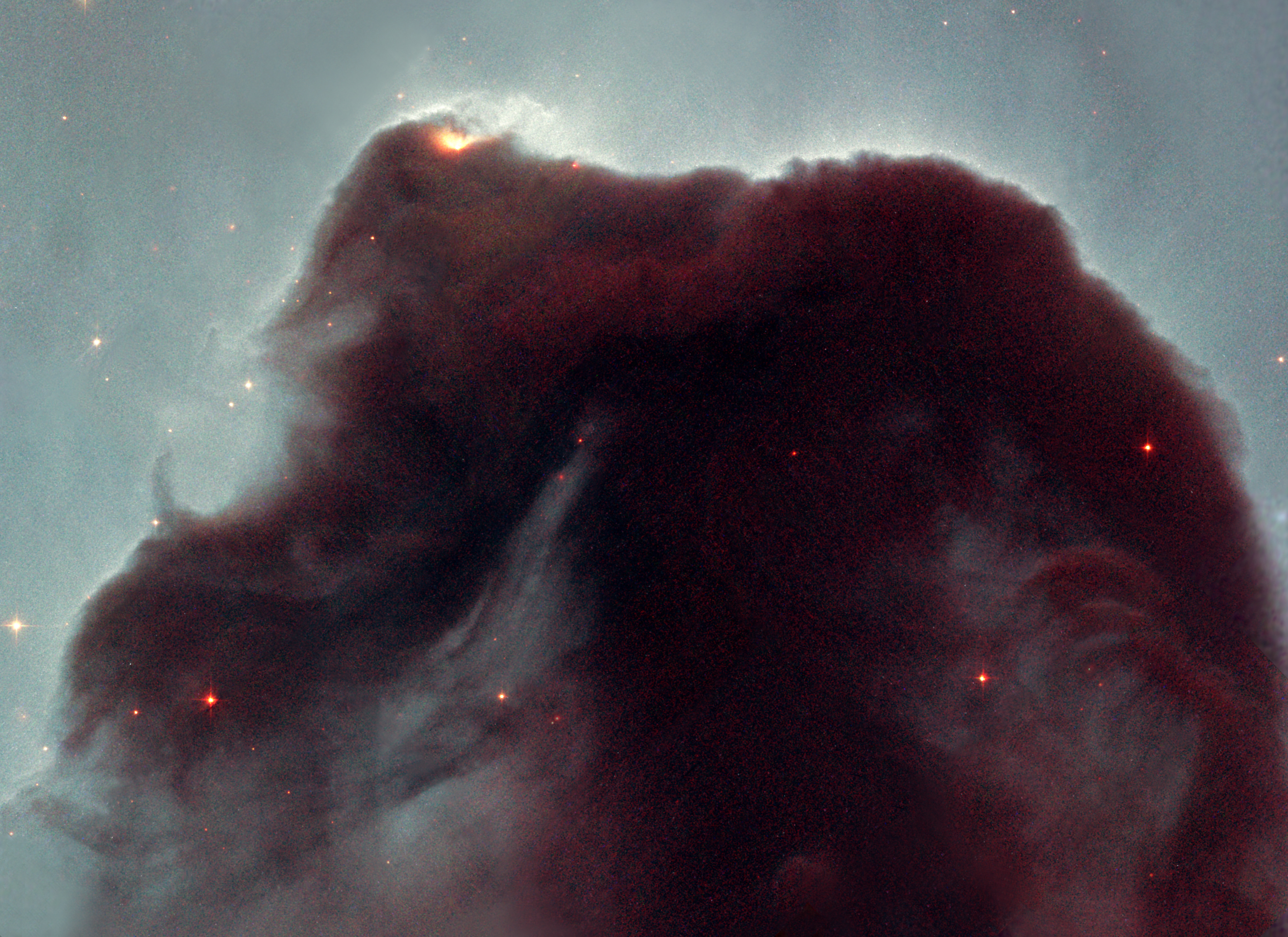
Hästhuvudnebulosan (Barnard 33)

Stoftnebulosorna är nebulosor som består av rymdstoft, som antingen reflekterar eller absorberar ljus ifrån ofta intilliggande stjärnor. Stoftnebulosor som reflekterar ljus går under benämningen reflektionsnebulosor och sådana som absorberar ljus benämns vanligen mörka nebulosor.
Delar av rymden rymmer stora ofta osymmetriska moln av materia. När sådana moln skymmer stjärnornas ljus, skapas mörka områden vilka kallas mörka nebulosor. Reflektionsnebulosorna ligger ofta intill de mörka nebulosorna. För dessa gäller istället att den utstrålande stjärnan ligger framför stoftmolnet, vilket då istället reflekterar stjärnans eller stjärnornas ljus. En av de mest kända mörka nebulosorna är Hästhuvudnebulosan i Orions stjärnbild.